# Flavone sintasi
La flavone sintasi è un enzima appartenente alla classe delle ossidoreduttasi, che catalizza la seguente reazione:
un flavanone + 2-ossoglutarato + O2 ⇄ un flavone + succinato + CO2 + H2O
L'enzima richiede ascorbato per la completa attività e Fe2+.